# Divorçons

Divorçons ! est un film américain muet de Dell Henderson sorti en 1915 aux États-Unis.

## Fiche technique
- Pays : États-Unis
- Langue : Anglais (intertitres)
- Scénario : d'après la comédie en 3 actes de Victorien Sardou et Émile de Najac (1880)
- Production : Société Biograph
- Durée : 40 minutes
- Genre : court-métrage
- Date de sortie :  États-Unis : 15 décembre 1915
- Son : Muet
- Couleur : Noir et blanc
- Aspect Ratio : 1,33: 1

## Distribution
- Dell Henderson :  Henri des Prunelles
- Gertrude Bambrick : Cyprienne des Prunelles
- Dave Morris : le comte Adhémar de Gratignan
- Florence Lee : Madame de Brionne
- Charles Ouest : le toxicomane
- Walter P. Lewis : l'homme ivre